# Гирль, Йозеф
Йозеф Михаэль Рудольф Гирль (нем. Joseph Michael Rudolph Giehrl; 18 сентября 1857, Мюнхен — 24 апреля 1893, Мюнхен) — немецкий пианист и композитор.
Окончил Мюнхенскую консерваторию, ученик Йозефа Райнбергера. Занимался также под руководством Ференца Листа (в 1879—1880 гг. в Веймаре и Риме). Затем преподавал там же, в том числе Рихарду Штраусу, который посвятил Гирлю Сонату для фортепиано Op. 5 (1882). Участвовал как аккомпаниатор в первом исполнении песни Иоганнеса Брамса «Море» Op. 20 No. 3 (1889, вокал — Матильда фон Шельхорн и Мария Шмидтляйн); аккомпанировал также другим вокалистам, в том числе Ойгену Гуре.
Автор ряда фортепианных и вокальных сочинений, из которых наибольшей известностью пользовалась так называемая «Песня Бисмарка» (нем. Bismarck-Lied) на стихи Пауля Хейзе, посвящённые 70-летию Отто фон Бисмарка: эта песня была исполнена сводным мюнхенским хором на городской площади Мюнхена в канун бисмарковского юбилея 31 марта 1885 года.